# Lituolina (género)
Lituolina es un género de foraminífero bentónico considerado un sinónimo posterior de Reophax de la subfamilia Reophacinae, de la familia Hormosinidae, de la superfamilia Hormosinoidea, del suborden Hormosinina y del orden Lituolida. Su especie tipo era Reophax scorpiurus. Su rango cronoestratigráfico abarcaba el Holoceno.

## Discusión
Clasificaciones previas incluían Lituolina en la familia Hormosinidae y en el suborden Textulariina del orden Textulariida o en el orden Lituolida sin diferenciar el suborden Hormosinina.

## Clasificación
Lituolina incluía a las siguientes especies:
- Lituolina irregularis, aceptado como Lituola irregularis
- Lituolina scorpiurus